# روسولا ضعيفة
روسولا ضعيفة (الاسم العلمي: Russula fragilis) هي نوع من الفطريات تتبع جنس الروسولا من الفصيلة الروسولية.